# قشلاق طرزلو
قشلاق طرزلو هي قرية في مقاطعة أرومية، إيران. يقدر عدد سكانها بـ 487 نسمة بحسب إحصاء 2016.